# Caos del salmó
El març de 2021, un nombre significatiu de taiwanesos van canviar els seus noms legals per incloure-hi la paraula "salmó" per tal d'aprofitar una promoció de la cadena de sushi japonesa Sushiro. La cadena va oferir sushi gratuït als clients els noms dels quals inclouen la paraula.
Aquest fenomen va ser batejat com el "caos del salmó" pels mitjans de comunicació anglòfons. L'incident va rebre crítiques importants per part de personalitats públiques i de la població en general.

## Context
El 20 de maig de 2015, es va modificar la Llei de noms per permetre tres canvis de nom legal en sis circumstàncies, incloent-hi aquells casos en què:
| « | El nom de pila del sol·licitant no és afavoridor o té una forma romanitzada excessivament llarga, o hi ha altres consideracions especials. | » |

Es va interpretar que aquesta condició permetia canviar qualsevol nom que una persona volgués. Tres dies després de la modificació de la normativa, Huang Hong-cheng va canviar el seu nom per un de quinze caràcters de llargada, "黃宏成台灣阿成世界偉人財神總統", que Taiwan News tradueix com "L'home més gran del món de Taiwan, president i Déu de la riquesa". El seu nom va ser el més llarg de Taiwan fins que va començar el caos del salmó.

## Incident
Entre el 10 i el 21 de març de 2021, Sushiro va fer una campanya publicitària que girava al voltant del sushi de salmó. El 15 de març, Sushiro va començar a anunciar una promoció a través de la seva pàgina de Facebook: els dies 17 i 18 de març, les persones amb nom homòfons amb la paraula xinesa que es fa servir per dir salmó (鮭魚, guīyú) podien sopar a preus reduïts. A més, les persones els noms de les quals tenien els caràcters exactes de la paraula "salmó" podien menjar gratuïtament amb fins a cinc persones més.
El 16 de març, un canal de notícies d'humor propietat del fòrum d'Internet CK101 va publicar a Facebook una imatge de tres targetes d'identificació d'estudiants universitaris amb els noms "Liao Salmó", "Zhangjian Salmó" i "Liu Pinhan Salmó Guapo". La publicació es va convertir ràpidament en viral a Internet, fet que va fer que més persones seguissin l'exemple i canviessin els seus noms, amb la intenció de tornar-los a canviar un cop finalitzada la promoció. El rècord del nom més llarg es va trencar repetidament: primer amb un nom de 36 caràcters,  després amb un altre de 40 caràcters, i finalment amb un de 50 caràcters.  En una història àmpliament divulgada, un estudiant universitari de Taitxung va utilitzar el seu tercer i últim canvi de nom per "Zhang Somni de Salmó" i es va horroritzar en saber que seria permanent. L'Oficina d'Afers Civils de Taitxung va indicar que només havia canviat el seu nom dues vegades i el va instar a canviar-lo de nou. El Liberty Times va informar que el 19 de març, com a mínim 332 persones van canviar el seu nom amb motiu de l'esdeveniment.

## Reaccions
Funcionaris del govern i polítics van condemnar els canvis de nom. Segons els informes, alguns empleats de les oficines del registre, que processen els canvis de nom, van intentar persuadir els sol·licitants que no canviessin el seu nom, amb diferents graus d'èxit. El viceministre de l'Interior, Chen Tsung-yen, va remarcar que "aquest tipus de canvi de nom no només fa perdre el temps, sinó que provoca tràmits innecessaris".
La reacció del públic als canvis de nom va ser generalment negativa. Diversos escriptors ho van considerar una "escissió" dels valors ètics entre les generacions més grans i les més joves. Les crítiques també es van dirigir contra el malbaratament alimentari generat durant la bogeria que va suposar la campanya, després que les imatges de persones només menjant el peix i deixant de costat l'arròs apareguessin a les xarxes socials. Un cop les agències de notícies estrangeres van informar sobre la història, diversos mitjans de comunicació taiwanesos van qualificar l'incident de "vergonya internacional".
L'escriptor Nick Wang va defensar els canvis de nom, dient que "no hi ha res dolent a ser cobdiciós i estalviar diners".